# Thomas John Barnardo
Thomas John Barnardo (født 4. juli 1845 i Dublin, død 19. september 1905 i London) var en engelsk læge og filantrop og grundlægger af Dr. Barnardos Hjem for forældreløse børn. I 1860'erne kom han som medicinstuderende i kontakt med hjemløse børn, som løb omkring i gaderne i Londons East End, og i 1870 stiftede han det første hjem for drenge. Seks år senere stiftede han et tilsvarende for piger, og ved hans død var der oprettet 80 institutioner for fattige og hjemløse børn. 
Personligt blev han selv far til syv børn, af hvilke tre dog døde ganske unge.